# Branisko i Bachureń
Branisko i Bachureń (515.29) – mezoregion fizycznogeograficzny we wschodniej Słowacji. Część Łańcucha Rudaw Słowackich w Wewnętrznych Karpatach Zachodnich.
W skład mezoregionu "Branisko i Bachureń" wchodzą dwa niewielkie pasma górskie, stanowiące wschodnie przedłużenie Rudaw Słowackich:
- Bachureń – fliszowe pasmo na północy; Bachureń – 1081 m
- Branisko – krystaliczne pasmo o południkowym przebiegu na południu; Smrekovica – 1200 m

Oba pasma, choć zróżnicowane geologicznie, są podobne pod względem ukształtowania powierzchni i brak między nimi wyraźnej granicy. Bachureń stanowi wschodnie przedłużenie Rudaw Słowackich, Branisko jest barierą odgradzającą Kotlinę Hornadzką od Kotliny Koszyckiej.